# Parafia Trójcy Przenajświętszej we Frednowach
Parafia Trójcy Przenajświętszej we Frednowach – parafia rzymskokatolicka w diecezji elbląskiej. Erygowana około 1330 roku, reerygowana 24 maja 1966 roku przez warmińskiego administratora apostolskiego Józefa Drzazgę.
Do parafii należą miejscowości: Frednowy, Franciszkowo, Makowo, Pikus, Prasneta, Przejazd, Sąpy, Stanowo, Wesołowo, Wiewiórki, Wilczany. Tereny te znajdują się w gminie Iława w powiecie iławskim w województwie warmińsko-mazurskim.
Kościół parafialny we Frednowach został wybudowany w 1768 roku dla społeczności ewangelickiej. Po 1945 roku przekazany Kościołowi katolickiemu. Konsekrowany 31 maja 1966 roku.